# Gonzalo Mexías
Gonzalo Mexías (m. Sevilla, 15 de agosto de 1370), fue un noble castellano de la familia Mexías que llegó a ser maestre de la Orden de Santiago entre los años 1366 y 1370.

## Orígenes familiares
Según Gonzalo Argote de Molina, Gonzalo Mexías era hijo de un comendador mayor de la Orden de Santiago, por lo que cabe la posibilidad de que fuera hijo de Fernán González Mexías, comendador mayor del reino de León en dicha Orden, aunque ese historiador también mencionó que un hermano de Gonzalo Mexías era hijo de Ruy González Mexías, comendador mayor de la Orden de Santiago, y por lo tanto, la diferencia entre ambos comendadores puede estar tan sólo en el nombre, ya que uno se llamaba Fernán y el otro Ruy. Además, el historiador Manuel López Fernández cree poder asegurar, basándose en los documentos de la Orden de Santiago y en un pasaje del Poema de Alfonso Onceno, que el padre de Gonzalo fue Fernán Rodríguez Mexías, comendador mayor del reino de León en la Orden de Santiago.
Pero conviene tener presente, como señaló Milagros Plaza Pedroche, que un documento de la Real Academia de la Historia que forma parte de la Colección Salazar y Castro manifiesta que el padre de Gonzalo Mexías fue un individuo llamado igual que él, que su madre era «doña Olalla de la Dehesa del Escorial», y que era nieto por parte paterna del comendador mayor Ruy González Mejía. Y parte de lo anterior se aproxima a lo expuesto por Francisco de Rades y Andrada, por Gonzalo Argote de Molina, y por Alfred Morel-Fatio, quienes señalaron que el maestre Gonzalo Mexías era hijo de otro individuo homónimo y de Isabel Tafur, mientras que Gonzalo Fernández de Oviedo, por su parte, indicó que la madre de Gonzalo era una dama de la familia Guzmán. Y otros autores aseguran que Gonzalo era hijo de García Díaz Messía y de Elvira de Guzmán.
Gonzalo Mexías fue el primer hombre de su familia en alcanzar el maestrazgo de la Orden de Santiago, y añadió que «entre los Mexías de su tiempo fue el más destacado miembro de una familia que sobresalió en el gobierno de la Orden de Santiago durante muchos años», aunque sin embargo se desconoce si pertenecía a la rama de la familia afincada en Sevilla o a la establecida en Jaén.
Fue hermano, según Milagros Plaza Pedroche, de Juan González Mejía, que fue prior de la Orden de San Juan en el reino de Castilla.

## Biografía

### Juventud y exilios en Aragón y Francia (c. 1343-1366)

Emblema de la Orden de la Banda.

Se desconoce su fecha de nacimiento, aunque Manuel López Fernández considera que debía ser parecido en edad al rey Alfonso XI de Castilla, que nació en 1311, o ligeramente más joven. Y según Gonzalo Fernández de Oviedo, el futuro maestre Gonzalo Mexías se crio al servicio del rey Alfonso XI, y «tajaba ante él a su mesa», siendo este un detalle mencionado también por Fernando Messía y Messía, que aseguró que Gonzalo fue doncel y trinchante del rey Alfonso XI, y también que sirvió en las «guerras» de Tarifa y Algeciras.
Además, en la Crónica de Alfonso XI se menciona a un escudero del rey llamado Gonzalo Mexía, quien «tajaba ante el rey» y dirigió una operación militar en 1343 durante el asedio de Algeciras, por lo que en opinión de López Fernández debe considerarse que Gonzalo Mexías fue en su juventud un oficial de la Corte castellana que se crio como doncel del monarca castellano. Y según dicho autor es seguro que Gonzalo Mexías y su padre coincidieron en la batalla del Salado, librada en 1340, y en el asedio de Algeciras. Y tras la conquista de esta ciudad en 1344, Gonzalo debió seguir residiendo en la Corte, ya que en caso contrario no podría explicarse que el rey Alfonso XI le nombrara caballero de la Orden de la Banda, ya que se le menciona en una lista de miembros de dicha Orden elaborada entre 1344 y 1350. Por ello, López Fernández considera que Gonzalo sería nombrado caballero de la mencionada Orden después de la conquista de Algeciras y antes de 1348, pues en este año ya era comendador de Guadalcanal en la Orden de Santiago.
Se desconocen las razones que pudieron llevar a Gonzalo Mexías a ingresar en la Orden de Santiago disfrutando de un brillante porvenir en la Corte castellana, como apuntó López Fernández, por lo que este autor cree que tras esas razones estuvo la mano de Leonor de Guzmán, favorita de Alfonso XI y madre de Fadrique Alfonso de Castilla, el pequeño maestre de la Orden de Santiago en esos momentos, ya que tal vez dicha dama deseaba tener cerca de su hijo, que tenía pocos años, a hombres vinculados a él por lazos de sangre, o tal vez previendo «el relevo generacional que había de producirse andando el tiempo».
 

Gonzalo Mexías estaba casado en 1347 con Elvira Yáñez o Íñiguez, de la que algunos autores han dicho que pertenecía a la familia Guzmán y con quien compró diversas propiedades en Villagarcía de la Torre entre mayo de 1347 y abril de 1348, siendo comendador de Guadalcanal en la Orden de Santiago. Según Manuel López Fernández, no puede descartarse que Gonzalo Mexías estuviera emparentado con algún importante miembro de la Orden de Santiago, ni tampoco el que tuviese «cierta valía personal» para ir ascendiendo a puestos de mayor categoría dentro de la mencionada Orden, ya que en julio de 1350, aunque puede que ya lo fuera en marzo de 1348, era comendador de Uclés en la Orden santiaguista, y a ese puesto, como indicó dicho historiador, no se llegaba sin haber desempeñado antes otros menos destacados o importantes, y dicho autor también aseguró que la llegada de Gonzalo a la encomienda de Uclés tuvo lugar en 1349 y con motivo del asedio de Gibraltar.

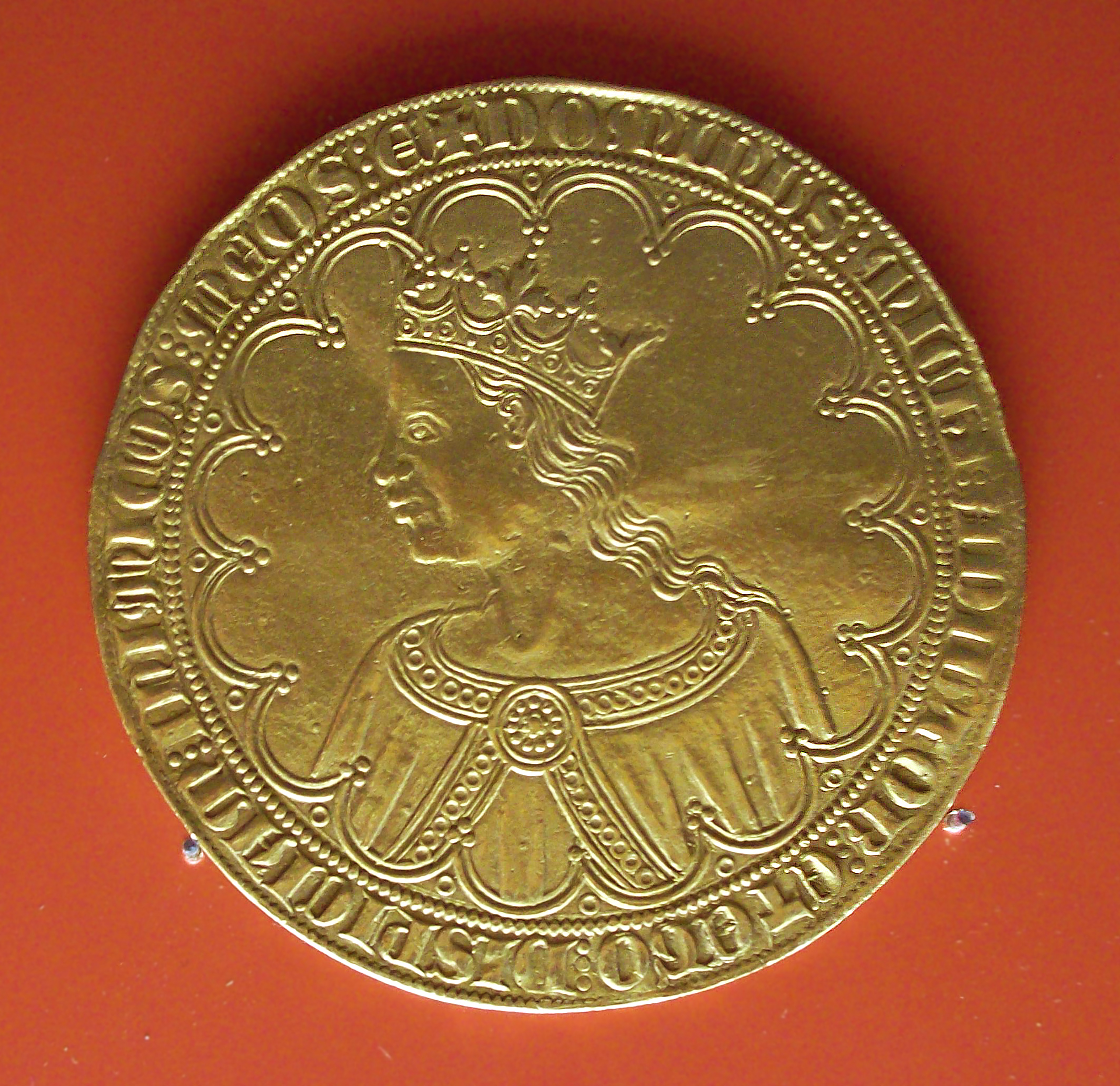
Gran dobla o dobla de a diez de Pedro I de Castilla acuñada en Sevilla en 1360. (M.A.N., Madrid).

Tras la muerte de Alfonso XI de Castilla, ocurrida en 1350 a consecuencia de la peste mientras asediaba Gibraltar, la favorita del monarca, Leonor de Guzmán, cayó en desgracia. Y los nuevos administradores de la Orden de Santiago, que eran el comendador mayor de Castilla, Ruy Chacón, y el comendador de Uclés, Gonzalo Mexías, consiguieron que Leonor de Guzmán devolviera los sellos de la Orden. Y al mismo tiempo, los mencionados administradores anularon los documentos otorgados en los años anteriores, argumentando que habían sido expedidos por carecer de fuerza los miembros de la Orden de Santiago para oponerse a los deseos de la favorita del anterior monarca.
En la década de 1350 una profunda rivalidad existía en Castilla entre el rey Pedro I y algunos de sus hermanastros, como por ejemplo Enrique de Trastámara o Fadrique Alfonso de Castilla, maestre de la Orden de Santiago, que eran hijos de Alfonso XI y de Leonor de Guzmán, quien había sido asesinada en 1351 por orden de Pedro I. Y en este contexto, Gonzalo Mexías se inclinó por el bando de los hijos de Leonor de Guzmán debido a dos razones, como indicó López Fernández, siendo la primera el estar casado con una mujer de la familia Guzmán y la segunda, aunque esto último no pueda ser totalmente confirmado, porque la madre de Gonzalo posiblemente perteneciese también a la misma familia. Y por consiguiente, Gonzalo estaba vinculado a la estirpe de la antigua amante de Alfonso XI, Leonor de Guzmán, además del vínculo «moral y espiritual» que como miembro de la Orden de Santiago le obligaba a obedecer al maestre Fadrique Alfonso, hijo de la anterior.
Está documentado que a finales de 1352, y debido a la corta edad del maestre Fadrique Alfonso, Gonzalo Mexías era administrador de la Orden de Santiago, y también que en 1353 seguía siendo comendador de Uclés. En 1354 Gonzalo Mexías fue elegido comendador mayor de Castilla en la Orden de Santiago en sustitución de Juan García de Villagera, que fue nombrado a su vez maestre de la Orden por Pedro I de Castilla para reemplazar a Fadrique Alfonso de Castilla, hijo ilegítimo de Alfonso XI y de Leonor de Guzmán y hermanastro de Pedro I, por lo que en estos momentos llegó a haber dos maestres en la Orden de Santiago, «con los consiguientes problemas que tal situación podía acarrear», en palabras de López Fernández. Y conviene añadir que el maestre Fadrique, que fue quien designó a Gonzalo Mexías para ocupar la encomienda mayor de Castilla, fue despojado del maestrazgo de la Orden por su apoyo a Juan Alfonso de Alburquerque y a Enrique de Trastámara, que se habían rebelado contra Pedro I.

Gonzalo Mexías sirvió fielmente al maestre Fadrique Alfonso, y cuando este último le ordenó que combatiera al maestre «intruso» designado por Pedro I, Juan García de Villagera, que además era hermanastro de María de Padilla, la amante de Pedro I, Gonzalo le derrotó en noviembre de 1355 en una batalla campal que se libró cerca de Tarancón, en la provincia de Cuenca, y en la que Juan García de Villagera perdió la vida, siendo estos acontecimientos narrados del siguiente modo en la Crónica del rey Don Pedro, de Pedro López de Ayala:

Otrosí el Rey ovo nuevas como Don Juan García de Villagera hermano de Doña Maria de Padilla, que el Rey avia fecho Maestre de Santiago, andaba por la tierra de la Orden, é que peleára con Don Gonzalo Mexia Comendador mayor de Castilla, é con Gómez Carrillo fijo de Rui Diaz Carrillo, entre Tarancon é Ucles: los quales Don Gonzalo Mexia, é Gómez Carrillo vencieran é desbarataran al dicho Don Juan García Maestre, é le matáran en la pelea: la qual fué viernes á veinte é siete dias de noviembre deste dicho año. E ovo el Rey por estas nuevas muy grand enojo; pero non ordenó ninguna cosa del Maestrazgo de Santiago estonce, ca tenia que podría aver alguna pleytesia con el Maestre Don Fadrique su hermano, que estaba dentro en la villa de Toro.

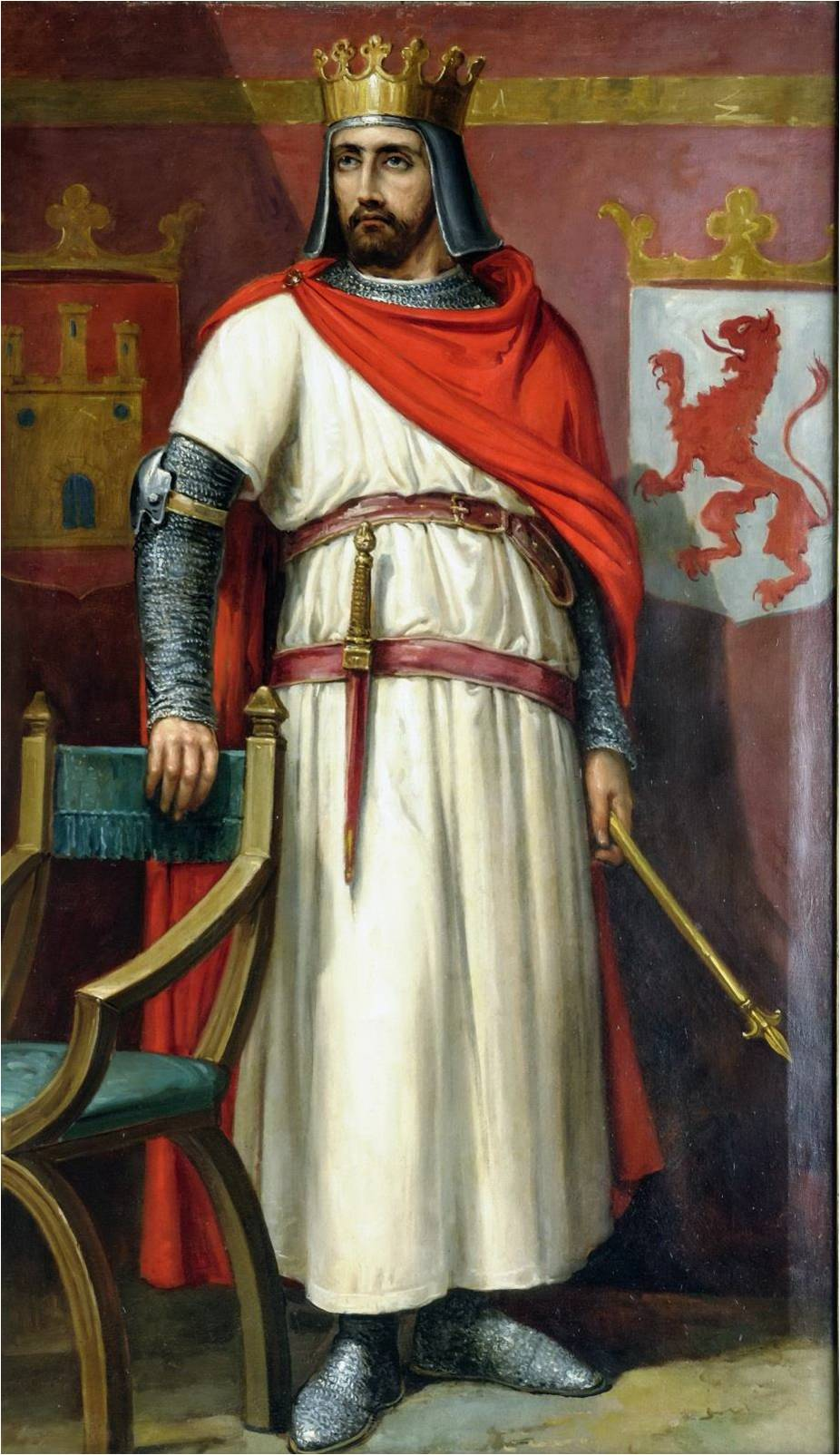
Retrato imaginario de Enrique II de Castilla. José María Rodríguez de Losada. (Ayuntamiento de León).

La muerte de Juan García de Villagera le granjeó a Gonzalo Mexías la enemistad permanente de Pedro I e incluso se puede decir que sus días en Castilla «estaban contados», sin olvidar que el maestre Fadrique Alfonso traicionó a sus seguidores y se pasó a las filas de Pedro I por temor al rey, de modo que para evitar caer en manos de este último Gonzalo Mexías abandonó Castilla y buscó refugio en el reino de Aragón, al igual que hicieron muchos nobles en esa época por temor al monarca castellano, aunque en la Crónica del rey Don Pedro se afirma erróneamente que se refugió en el reino de Francia.
Tras la huida a Aragón de Gonzalo Mexías, la encomienda mayor de Castilla en la Orden de Santiago quedó vacante, por lo que el maestre Fadrique Alfonso designó a Lope Sánchez de Bendaña para ocuparla, aunque los exiliados en Aragón continuaron considerando a Gonzalo Mexías el legítimo comendador mayor de Castilla, ya que además contaba con el respaldo de Enrique de Trastámara.
El inicio de la estancia de Gonzalo Mexías en Aragón debió ser «relativamente tranquilo», en opinión de López Fernández, ya que estuvo al servicio del monarca aragonés. Pero esa calma duró poco tiempo, ya que Pedro I de Castilla se quejó al rey de Aragón, por medio del alcalde de Segovia, Gil Blázquez, y entre otros muchos asuntos, del refugio que Pedro IV de Aragón estaba concediendo a los que habían huido de Castilla y entre los que figuraba el comendador mayor Gonzalo Mexías, por lo que el monarca aragonés ordenó a este último que abandonara su reino. Sin embargo, el resto de las peticiones presentadas por Pedro I no se resolvieron de modo satisfactorio para el monarca castellano y poco después este declaró la guerra a Pedro IV el Ceremonioso.

En julio de 1356, probablemente, Gonzalo Mexías se estableció en la ciudad francesa de Toulouse, a la que más tarde llegaría Enrique de Trastámara, que en la primavera de ese año se había establecido en La Rochelle para escapar de su hermanastro, Pedro I. Además, el rey Pedro IV de Aragón deseaba reunir soldados competentes para combatir contra el monarca castellano, y a mediados de septiembre de 1356 envió emisarios tanto a Enrique de Trastámara como a Gonzalo Mexías, que comenzaron a reclutar hombres. Puede afirmarse que en estos momentos el conde Enrique de Trastámara era el más destacado de los exiliados castellanos en el extranjero, y pronto reunió un importante ejército, al que se unió el comendador Gonzalo Mexías, que se encaminó hacia el reino de Aragón, donde firmaron en noviembre de 1356 con el rey Pedro IV el Tratado de Pina, convirtiéndose a partir de entonces Gonzalo Mexías en uno de los colaboradores más valiosos de Enrique de Trastámara.

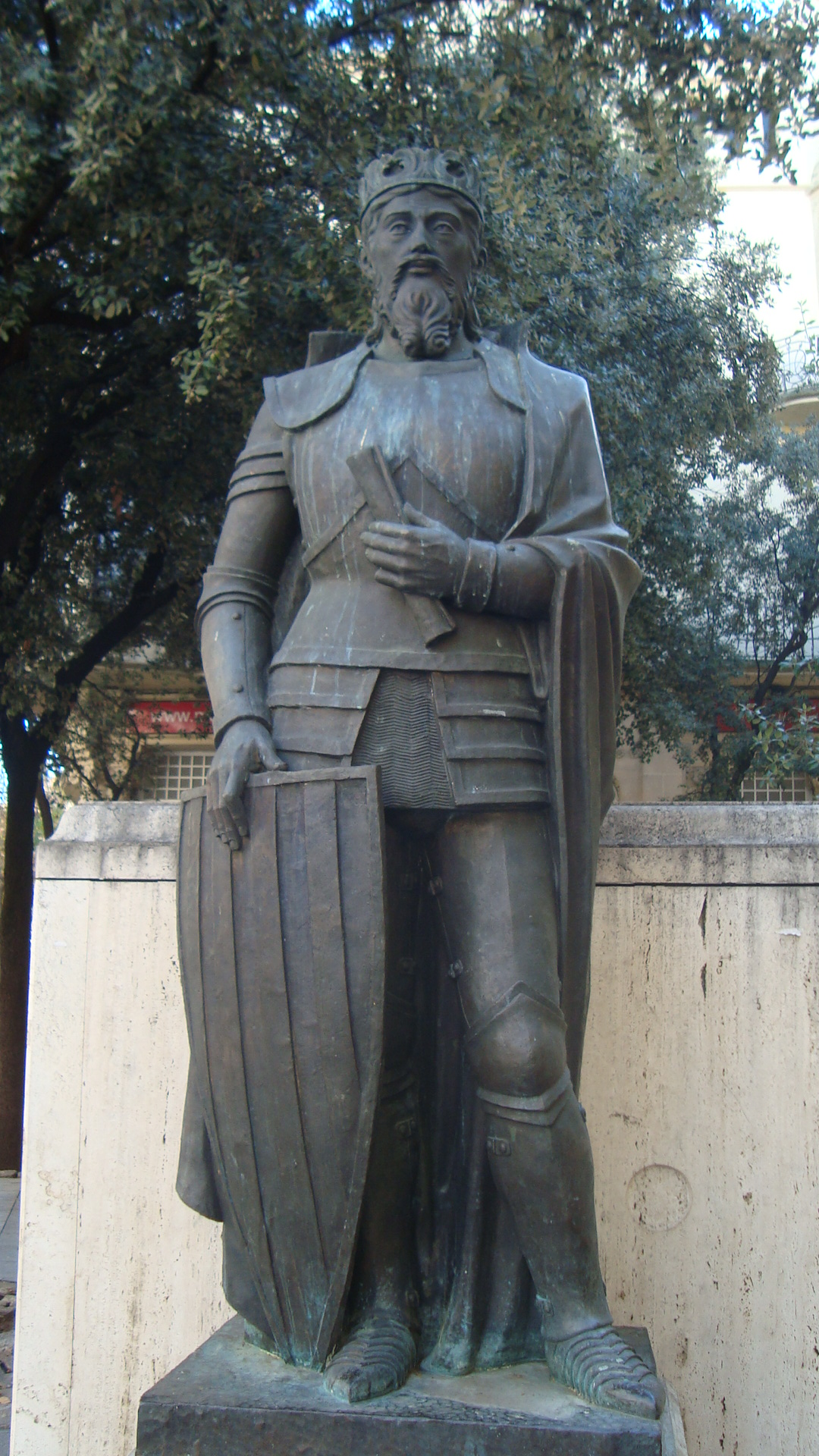
Estatua del rey Pedro IV el Ceremonioso en la ciudad de Manresa. (Provincia de Barcelona).

Pedro IV el Ceremonioso dispuso que el conde Enrique de Trastámara debería encargarse de defender la zona de Borja de los ataques castellanos, y en el invierno de 1357 Gonzalo Mexías socorrió a los defensores del castillo de Cetina hasta que Enrique de Trastámara, en la primavera de 1357, lo llamó a su lado para que juntos fueran a defender Calatayud. El día 8 de mayo de 1357 se firmó la paz entre los reyes de Castilla y Aragón, aunque las conversaciones se prolongaron durante un año, ya que ninguno de los dos soberanos «parecían obrar con lealtad y se aprestaron para una próxima contienda», en palabras de López Fernández.
El día 30 de agosto de 1357 el conde Enrique de Trastámara y el rey Pedro IV de Aragón firmaron un acuerdo en Zaragoza en el que se establecían las condiciones de la estancia del primero de ellos en Aragón, y en el documento del acuerdo el comendador mayor Gonzalo Mexías figura como testigo por la parte del conde. Además, la paz entre Castilla y Aragón se rompió cuando Fadrique Alfonso de Castilla, maestre de Santiago y aliado en esos momentos de su hermanastro Pedro I, se apoderó de la villa y el castillo de Jumilla el día 27 de abril de 1358.
Después de esa victoria del maestre Fadrique Alfonso, su hermanastro Pedro I, por miedo de que le traicionase, le ordenó que acudiera a Sevilla y ordenó su asesinato en dicha ciudad el día 29 de mayo de 1358, y poco después, a mediados de junio de 1358, el comendador mayor de Castilla, Lope Sánchez de Bendaña, también fue ejecutado por orden de Pedro I en el actual Villarejo de Salvanés, y de ahí que pueda considerarse que en esos momentos el control de la Orden de Santiago por Pedro I fuera indiscutible. Y cuando Enrique de Trastámara tuvo conocimiento del asesinato de su hermano Fadrique Alfonso, ya en el mes de junio, atacó el reino de Castilla por tierras sorianas y comenzaron de nuevo las hostilidades entre los reinos de Aragón y Castilla.
Gonzalo Mexías fue el titular de la encomienda mayor de Castilla en la Orden de Santiago hasta 1359, y en este año fue elegido maestre de la Orden por voluntad de Enrique de Trastámara, que deseaba contar con la lealtad de los freires santiaguistas para que le apoyaran en el conflicto que mantenía con su hermanastro, Pedro I. Sin embargo, el nombramiento de Gonzalo Mexías como maestre en 1359 no fue «canónico», ya que numerosos miembros de la Orden eligieron como maestre a García Álvarez de Toledo, que contaba con el apoyo de Pedro I y cuya elección sí fue confirmada en el Capítulo general que la Orden celebró en Mérida en 1359, por lo que hasta 1366 Gonzalo no fue el único maestre de los santiaguistas.
En ese periodo se produjeron dos batallas importantísimas en las que tomaron parte tanto el conde Enrique de Trastámara como Gonzalo Mexías, siendo una de ellas la batalla de Araviana, que tuvo lugar en septiembre de 1359 y en la que los castellanos resultaron derrotados, y la otra la conocida como primera batalla de Nájera, librada en 1360 y en la que vencieron las tropas de Pedro I de Castilla.
 

Poco después Gonzalo Mexías, con doscientos hombres de a caballo, combatió contra las tropas castellanas, que en esos momentos estaban atacando la zona del río Borja, y el curso de los acontecimientos, como señaló López Fernández, prosiguió con desigual suerte para aragoneses y castellanos hasta que se rubricó la Paz de Deza-Terrer en mayo de 1361, en la que una de las cláusulas estipulaba, y por exigencia de Pedro I de Castilla, que el conde Enrique de Trastámara y otros castellanos serían expulsados de Aragón. Y aunque en los documentos no figura el nombre de Gonzalo Mexías, este acompañó según López Fernández al conde Enrique a la ciudad de Carcasona, donde ambos se pusieron al servicio del mariscal Arnaldo d’Audrehem, quien en nombre del monarca francés estaba intentando que las Compañías Blancas no penetraran en tierras del Languedoc, permaneciendo allí Enrique de Trastámara y sus hombres hasta abril de 1363, fecha en la que regresaron a Aragón a fin de apoyar al rey Pedro IV el Ceremonioso.

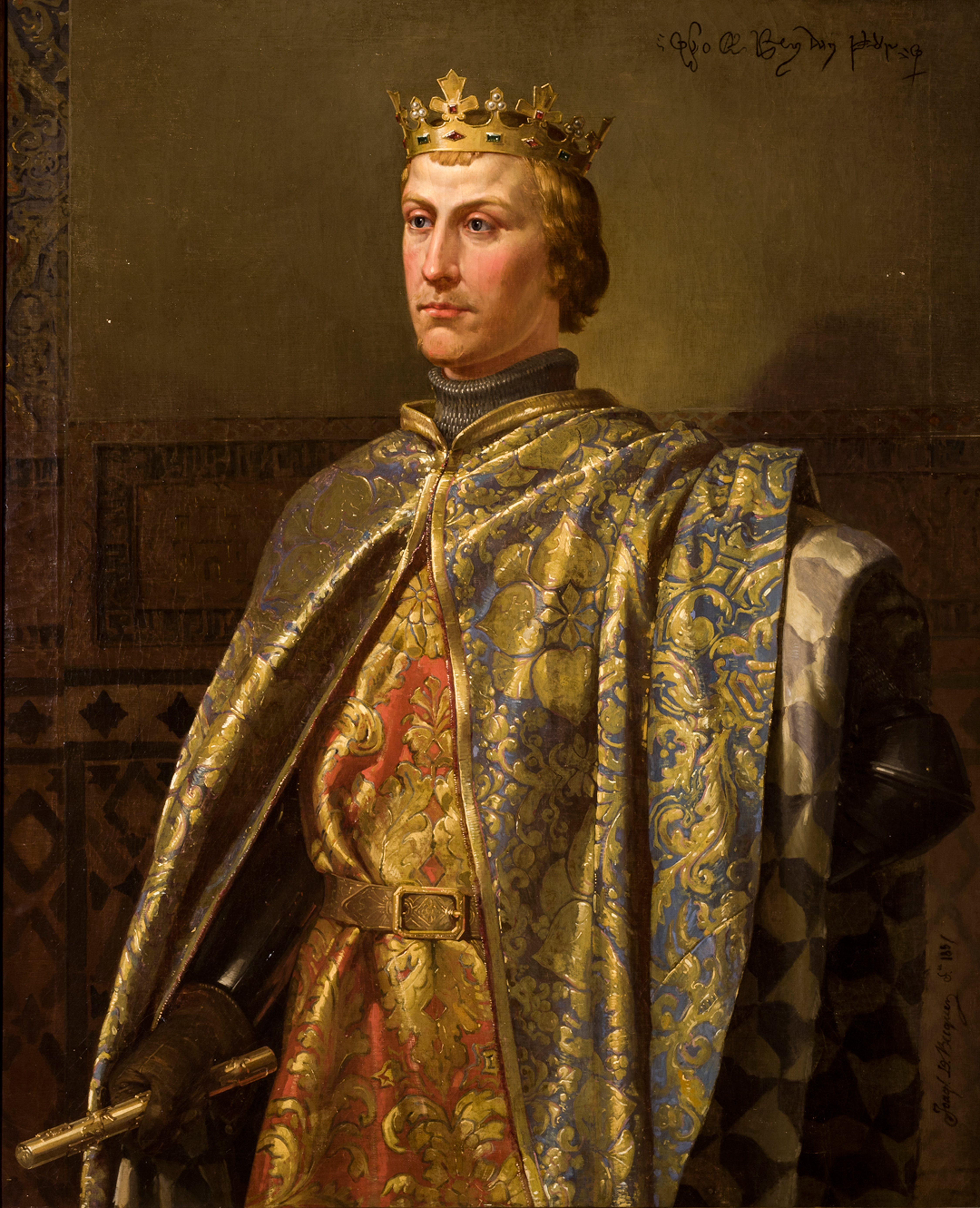
Retrato imaginario del rey Pedro I de Castilla. Joaquín Domínguez Bécquer. 1857. (Ayuntamiento de Sevilla).

En julio de 1363 los reinos de Castilla y Aragón firmaron la Paz de Murviedro, pero a Enrique de Trastámara le urgía invadir Castilla para arrebatar el trono a su hermanastro Pedro I, y al carecer el monarca aragonés de suficientes recursos para apoyarle, se acordó «abrir un frente nuevo», en palabras de López Fernández, por lo que tanto el conde Enrique como Pedro IV de Aragón firmaron un acuerdo en marzo de 1364 con el rey de Navarra, que era Juan II de Francia, y quedó estipulado que el conde Enrique de Trastámara entregaría a su hija como rehén al monarca francés, al tiempo que Gonzalo Mexías, que ya «se hacía llamar», según Jerónimo Zurita, maestre de Santiago, hacía lo mismo con su hijo. Y según López Fernández el empleo del título de maestre por parte de Gonzalo Mexías debe ser visto como una forma de «rechazo» hacia el nombramiento, por parte de Pedro I de Castilla, de García Álvarez de Toledo como maestre de la Orden de Santiago tras el asesinato de Fadrique Alfonso de Castilla.
En la primavera de 1364 tropas aragonesas invadieron Castilla y atacaron varias fortalezas de la frontera entre ambos reinos, y según Jerónimo Zurita, en el castillo de Sajona las tropas de Enrique de Trastámara hallaron a una sobrina de Gonzalo Mexías, que en esos momentos, según Zurita, «seguía llamándose maestre de Santiago». En octubre de 1364 el rey Pedro IV de Aragón convocó una reunión de Cortes en la ciudad de Zaragoza a fin de, entre otras medidas, conseguir fondos para poder pagar al conde Enrique de Trastámara el dinero que se le adeudaba, y Gonzalo Mexías, al igual que otros de los capitanes del conde Enrique, juraron respetar los acuerdos de esas Cortes y los alcanzados con el monarca aragonés.
Después las tropas de Enrique de Trastámara y las aragonesas se dirigieron al reino de Valencia para detener la ofensiva emprendida allí por el monarca castellano, siendo la lucha, como indicó López Fernández, «bastante igualada» entre ambos bandos. Orihuela permaneció en poder de los castellanos hasta el mes de junio de 1365, y Murviedro hasta el 14 de septiembre del mismo año. En el otoño de 1365 el conde Enrique de Trastámara fue haciendo los preparativos para invadir Castilla, aunque las Compañías Blancas que debían llegar desde Francia tardaron más de lo previsto debido a un invierno riguroso, lo que retrasó el inicio de las hostilidades en la frontera hasta primeros de marzo de 1366, y precisamente el 5 de marzo de ese año Gonzalo Mexías fue uno de los testigos firmantes del compromiso alcanzado entre Pedro IV de Aragón y el conde Enrique de Trastámara sobre las condiciones que debían regir la invasión de Castilla y que habían sido demandadas por el monarca aragonés.

### Maestre de la Orden de Santiago (1366-1370)

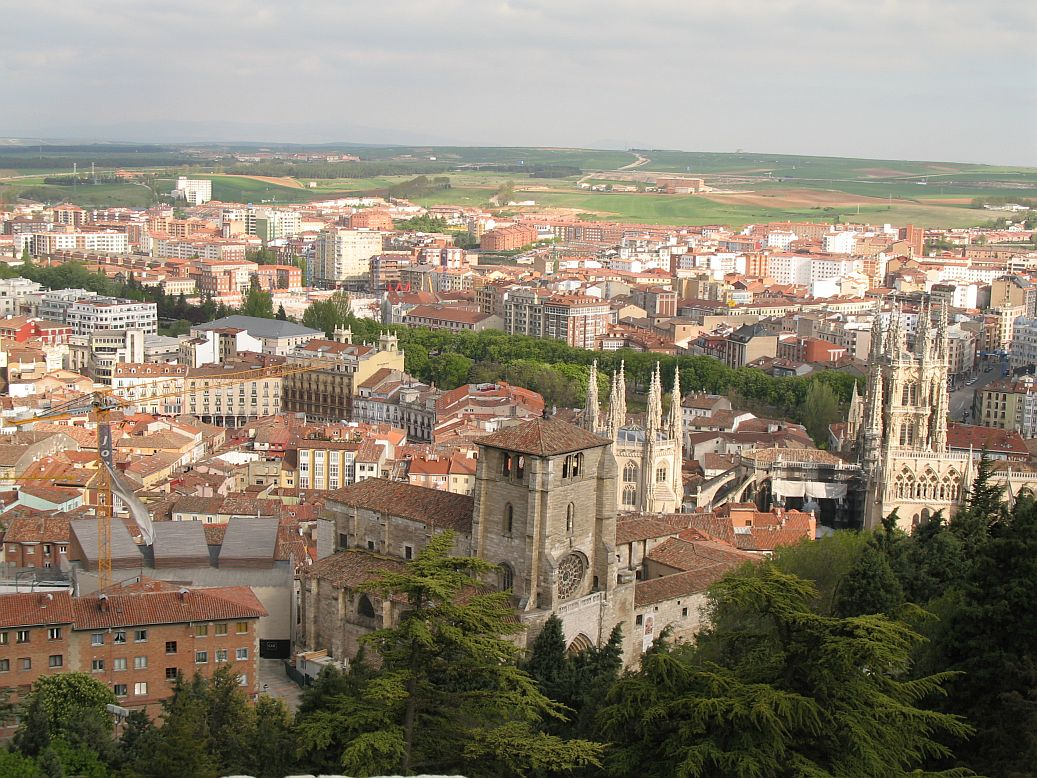
Vista de la ciudad de Burgos.

Las fuerzas de Enrique de Trastámara invadieron Castilla y, cuando llegaron a la ciudad de Calahorra, el conde Enrique se proclamó rey de Castilla el día 16 de marzo de 1366, y apenas un mes después, el día 5 de abril, fue coronado en Burgos como Enrique II de Castilla, siendo en dicha ciudad donde Gonzalo Mexías fue nombrado maestre de la Orden de Santiago. Y con su título de maestre de Santiago aparece ya Gonzalo como confirmante en la donación que Enrique II de Castilla hizo de Treviño y otras villas al adelantado mayor de Castilla Pedro Manrique de Lara el día 8 de abril de 1366. Además, el nuevo maestre de Santiago nombró a Pedro Ruiz de Sandoval comendador mayor de Castilla y, al mismo tiempo, confirmó a su sobrino Fernando Osórez, que a su muerte le sucedería en el maestrazgo, en su puesto de comendador mayor del reino de León.
Después de su estancia en Burgos Enrique de Trastámara se dirigió a Toledo, ciudad en la que ya se hallaba el día 8 de mayo. García Álvarez de Toledo, maestre de la Orden de Santiago por voluntad de Pedro I, tenía a su cargo la defensa de dicha ciudad junto con otros nobles del bando petrista, aunque todos ellos claudicaron y reconocieron como rey a Enrique II, y al mismo tiempo García Álvarez de Toledo renunció al maestrazgo de la Orden por no «contar con la confianza» del nuevo soberano, y recibió a cambio 60.000 maravedís de renta y un vasto señorío, que incluía las villas de Oropesa y Valdecorneja, y que sería el origen de la Casa de Alba, quedando Gonzalo Mexías como único maestre reconocido de la Orden de Santiago. Y estos acontecimientos fueron narrados del siguiente modo en la Crónica del rey Don Pedro, como señaló Julio Valdeón Baruque:

E por quanto venia con el Rey Don Enrique Don Gonzalo Mexia, que se llamaba Maestre de Santiago, é estoviera con él siempre en Aragón é en todas las partidas dó él anduviera, fué tratado que Don Garci Alvarez de Toledo, que eso mesmo se llamaba Maestre de Santiago, dexase el Maestrazgo al dicho Don Gonzalo Mexia, é que el Rey Don Enrique diese á Don Garci Alvarez por juro de heredad á Val de Corneja é Oropesa, é cincuenta mil maravedís en tierra. E todo esto asi acordado, el Rey Don Enrique entró en Toledo, todos le rescibíeron con grand placer, é con grandes alegrías, é estovo alli quince dias pagando sus gentes...

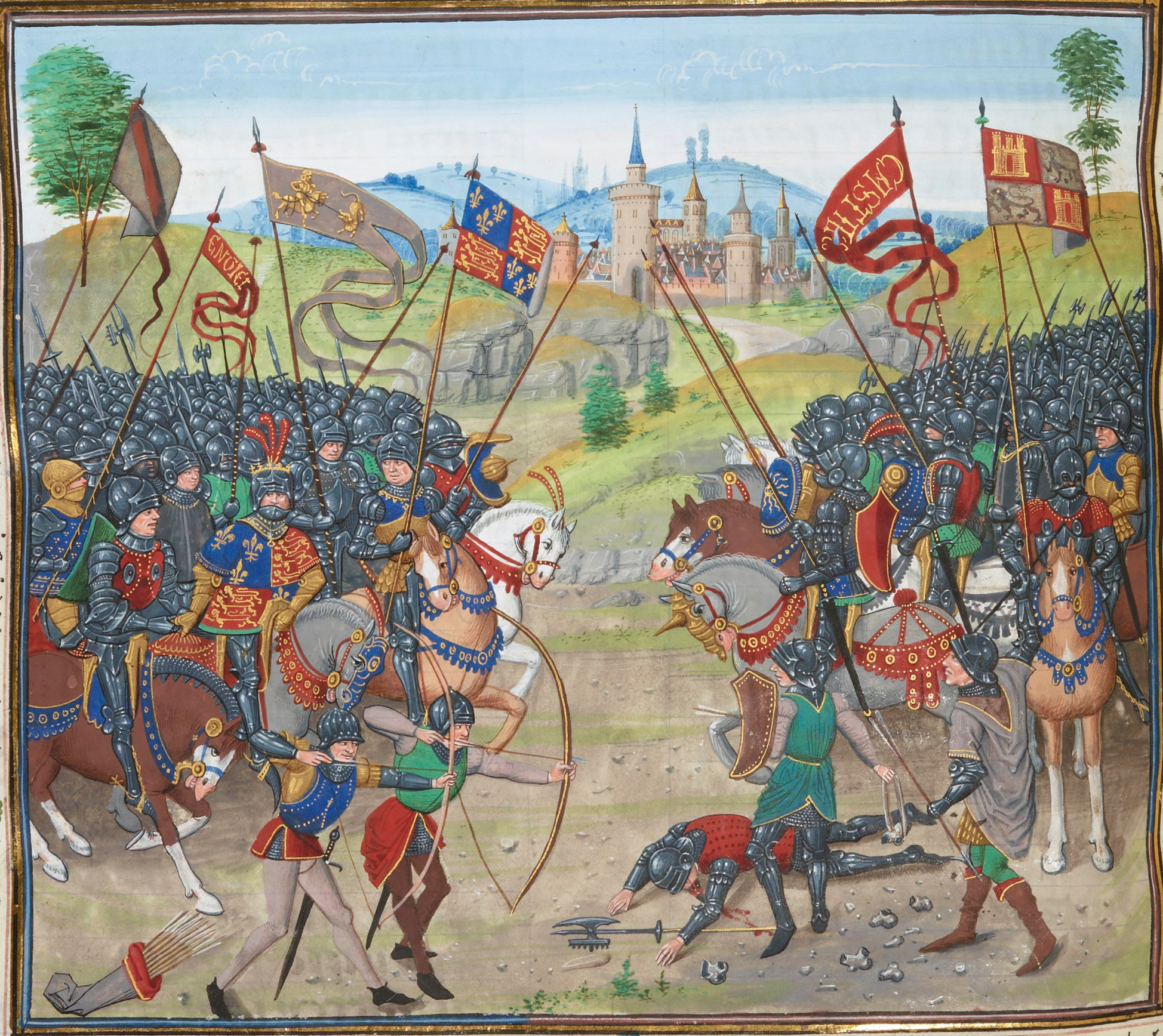
Batalla de Nájera (Manuscrito de las Crónicas de Jean Froissart,, (Biblioteca Nacional de Francia).

Tras haberse apoderado de Toledo Enrique de Trastámara se dirigió a Sevilla, encontrándose ya en ella el 12 de junio, aunque de camino pasó por Córdoba y también tomó posesión de ella. En Sevilla permaneció unos dos meses y a primeros de agosto se encaminó a Galicia, donde había buscado refugio su hermanastro Pedro I, pero la defensa de Sevilla y de «su área de influencia», como indicó López Fernández, fue encomendada al maestre Gonzalo Mexías y a Juan Alonso Pérez de Guzmán, por lo que no debe sorprender, en opinión de dicho historiador, que Gonzalo Mexías confirmara, hallándose en Sevilla, los privilegios concedidos por los anteriores maestres de Santiago a la villa de Montemolín, ni tampoco que en enero de 1367 permaneciera todavía en Sevilla mientras intentaba repoblar la villa de Castilleja de Santiago, que en la actualidad es conocida como Castilleja de la Cuesta.
El 3 de abril de 1367 las tropas de Enrique II de Castilla fueron completamente derrotadas en la batalla de Nájera, lo que supuso un brusco cambio en el curso de los acontecimientos, y cuando la noticia de la derrota llegó a Sevilla, Gonzalo Mexías se la comunicó, el día 13 de abril, a los nobles de su bando que controlaban la ciudad de Jerez de la Frontera. A mediados de abril Pedro I ordenó el arresto en todos sus dominios de los miembros del bando trastamarista, y Gonzalo Mexías y Juan Alonso Pérez de Guzmán abandonaron Sevilla, donde entró Pedro I el 17 de junio, y se refugiaron en la villa extremeña de Alburquerque. Y diversos autores señalan que Gonzalo Mexías organizó la resistencia de los trastamaristas en Andalucía y en la zona de Llerena desde el sur de la zona extremeña.

Pero al parecer la estancia del maestre de la Orden de Santiago en Alburquerque fue breve, ya que según algunas fuentes los partidarios de Pedro I solicitaron refuerzos a la ciudad de Jerez de la Frontera a fin de que ayudaran a los habitantes de Carmona por la zona de Alanís, donde se libró una batalla el 15 de agosto de 1367 en la que Gonzalo Mexías derrotó a los petristas. Y aunque después del combate dejó a la mayoría de los vencidos en libertad, retuvo como prisioneros a dos de los más «importantes hombres» de Jerez de la Frontera.

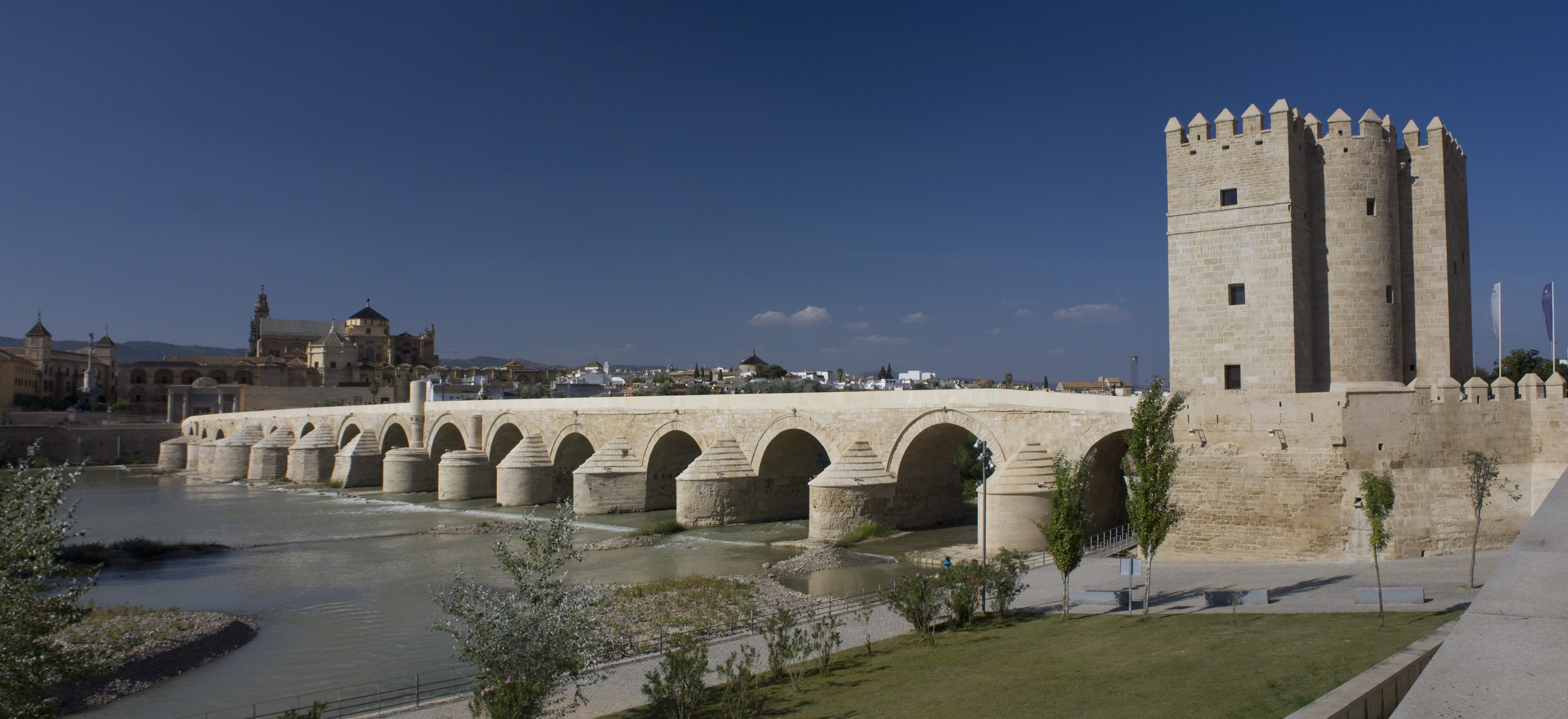
Vista de la torre de la Calahorra y del puente romano de Córdoba.

El 19 de septiembre de 1367, y hallándose en Llerena, el maestre Gonzalo Mexías confirmó a la villa de Ocaña algunos privilegios que le habían sido concedidos por sus predecesores en el maestrazgo de la Orden de Santiago y, según consta en la Crónica del rey Don Pedro, en esos momentos muchos de los trastamaristas hechos prisioneros en la batalla de Nájera por los ingleses habían pagado ya sus rescates y se sublevaron desde sus castillos y fortalezas contra Pedro I de Castilla, al tiempo que el maestre Gonzalo y sus aliados comenzaron a concentrar sus fuerzas en tierras de la Orden de Santiago, al sur de la provincia de Badajoz, para apoderarse de Sevilla, aunque el verdadero propósito de Gonzalo Mexías y de Juan Alonso Pérez de Guzmán era favorecer el alzamiento de la ciudad de Córdoba en favor de la causa trastamarista más que apoderarse de la ciudad de Sevilla. Y en opinión de López Fernández los planes del maestre «debían ir por buen camino en la primavera de 1368» cuando los hombres de Gonzalo Mexías atacaron Cazalla de la Sierra, aunque en el verano de ese año la situación cambió por completo cuando Pedro I y su aliado, el rey Mohamed V de Granada asediaron la ciudad de Córdoba, que fue defendida, entre otros, por el maestre Gonzalo Mexías y por el maestre de Calatrava, Pedro Muñiz de Godoy, rogando los defensores de Córdoba a Enrique II que regresara a Castilla por medio de una embajada que le enviaron.
En el otoño de 1368 era ya evidente que Pedro I no conseguiría tomar la ciudad de Córdoba, y mientras tanto, Toledo estaba siendo asediada por Enrique II, por lo que Pedro I se dirigió desde Sevilla hacia allí para auxiliarla, aunque entonces tropas de Córdoba, pasando por La Mancha, se unieron en Orgaz a las tropas de Enrique II que venían desde Toledo, y a principios de 1369 Gonzalo Mexías y el maestre de Calatrava, Pedro Muñiz de Godoy, dejaron Andalucía y siguieron al ejército de Pedro I.
 

En Puebla de Alcocer se hallaban Pedro I y sus tropas, quien al ver cortada su ruta por las fuerzas del enemigo se dirigió a Montiel, donde el 14 de marzo de 1369 se libró una batalla en la que resultó derrotado y en la que los maestres de Santiago y Calatrava formaron parte destacada de la vanguardia enriquista. Uno de los participantes más notables en dicho enfrentamiento fue el maestre Gonzalo Mexías, y dos días después, el 16 de marzo, Enrique II cedió Villanueva de la Fuente, situada en la actual provincia de Ciudad Real, a la Orden de Santiago «en la persona de su maestre», en palabras de López Fernández, como recompensa por los servicios que los miembros de la Orden habían prestado a Enrique durante la guerra civil, y conviene añadir que la cedió junto con todos sus términos, vasallos y derechos.

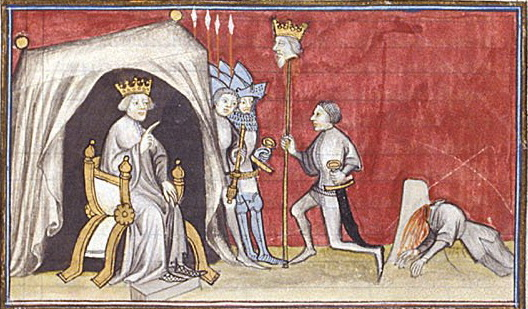
Miniatura medieval que representa la muerte del rey Pedro I de Castilla. (Chanson de Bertrand du Guesclin, British Library).

El día 23 de marzo de 1369 Pedro I fue asesinado por su hermanastro Enrique II en Montiel, finalizando con ello la primera guerra civil castellana, aunque en esos momentos estallaron conflictos con algunos reinos situados junto a Castilla, y Gonzalo Mexías estuvo involucrado sobre todo en los problemas derivados de los ataques de la flota portuguesa y los que hubo en la frontera con el reino nazarí de Granada, aunque también tomó parte en acabar con «los últimos defensores del petrismo» atrincherados en Carmona, siendo consignados estos acontecimientos del siguiente modo en la Crónica de Enrique II:

E desque vió el Rey Don Enrique que non podia cobrar á Carmona, é que le cumplia de venir para Castilla, fizo acometer al Rey de Granada treguas; é non quiso el Rey de Granada. E dexo sus fronteros en aquella tierra, asi de los Moros de Granada, como de Carmona al Maestre de Santiago Don Gonzalo Mexia, é á Don Pero Moñiz Maestre de Calatrava, é á Don Juan Alfonso de Guzman, que fizo estonce Conde de Niebla, é á Don Alfonso Perez de Guzman Alguacil mayor de Sevilla, é á todos los Ricos omes, é Caballeros, é gentes del Andalucia.

En los primeros días de mayo de 1370 se reunió un capítulo general de la Orden de Santiago en Sevilla, y el día 31 de mayo se firmaron unas treguas de ocho años de duración con el rey de Granada en las que participaron directamente los maestres Gonzalo Mexías y Pedro Muñiz de Godoy, maestre de Calatrava, y que entraron en vigor el día 1 de junio de 1370, siendo así consignado en la Crónica de Enrique II:

Antes que el Rey llegase á Sevilla, sopo en el camino como el Maestre de Santiago Don Gonzalo Mexia, é el Maestre de Calatrava Don Pero Moñiz avian fecho é firmado tregua con el Rey de Granada: de lo qual plógole mucho.»

El día 6 de junio de 1370 el maestre Gonzalo Mexías, hallándose en Sevilla, hizo otro intento de repoblar la población conocida actualmente como Castilleja de la Cuesta. Y el 30 de julio el rey Enrique II de Castilla llegó a Sevilla y debió ser entonces, como indicó López Fernández, cuando el monarca prometió a Gonzalo Mexías que cedería Jerez de los Caballeros a la Orden de Santiago, aunque la donación no se haría efectiva hasta finales de 1370, pues puede deducirse de ciertos documentos que el rey prometió su entrega a Gonzalo Mexías en los últimos días de la vida de este último, como recompensa por los muchos servicios que tanto el maestre Gonzalo como su sucesor, Fernando Osórez, habían demostrado hacia el rey antes y después de su subida al trono. Y por esta y otras donaciones similares, algunos autores consideran que la Orden de Santiago fue la más beneficiada por Enrique II durante su reinado.

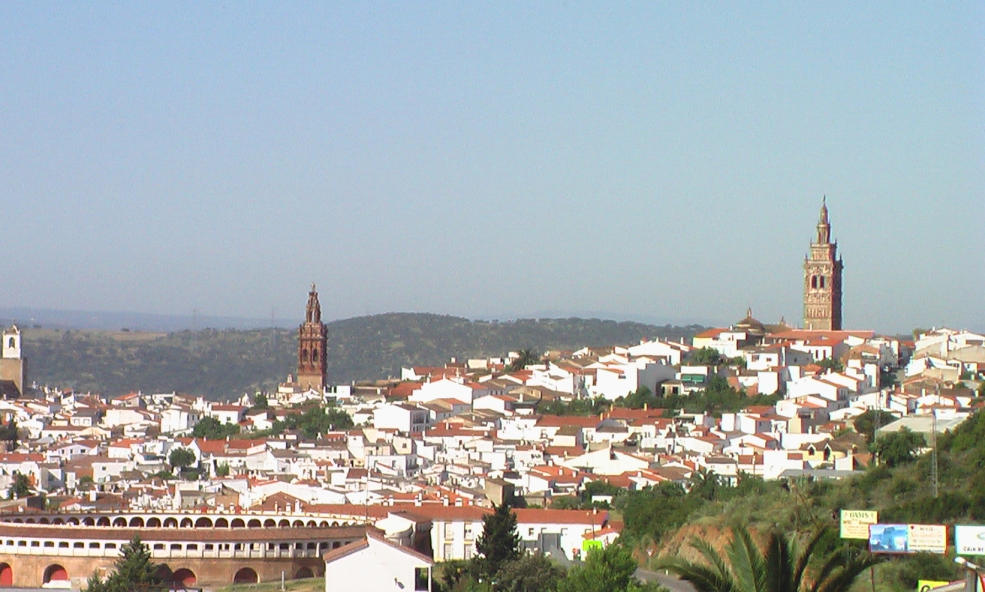
Vista del municipio de Jerez de los Caballeros. (Provincia de Badajoz).

Gonzalo Mexías falleció en Sevilla el día 15 de agosto de 1370, y a su muerte fue sucedido en el maestrazgo de la Orden de Santiago por su sobrino Fernando Osórez, por deseo de Enrique II de Castilla. Y López Fernández indicó que gracias a Gonzalo los miembros de la familia Mexías tuvieron un destacado papel en la Orden de Santiago, llegando su importancia a tal extremo que en la época de Gonzalo Fernández de Oviedo, según consignó este historiador en una de sus obras, había un refrán que afirmaba: «Si yo fuese Mexías comendador sería». Y por lo que respecta a la importancia alcanzada por los Mexías en la Orden de Santiago, Milagros Plaza Pedroche aseguró que:

Hasta la llegada de Gonzalo Mejía a la cúpula de poder jacobea en 1366, no se documenta el dominio de la milicia por parte de una única casa nobiliaria. Con anterioridad, sus principales resortes de poder político y económico estaban repartidos entre los distintos miembros de la comunidad, de modo que ningún apellido sobresalía claramente sobre los demás. Con el acceso al maestrazgo de don Gonzalo, sin embargo, el número de freires pertenecientes al linaje de los Mejía comenzó a incrementarse notablemente; rompía así con la discreta presencia que había mantenido hasta entonces. Su protagonismo dentro de Santiago también aumentó durante estos años. De hecho, a esta familia pertenecieron nada menos que cuatro de los siete maestres que gobernaron la orden entre los años 1366 y 1409. Su acceso a las restantes encomiendas fue, igualmente, constante en cada uno de los maestrazgos de este periodo; incluso en aquellos en los que los Mejía no estuvieron emparentados con su responsable. Fue especialmente frecuente su presencia al frente de Guadalcanal y, sobre todo, de Segura de la Sierra.

Otros autores también han señalado que los Mexía tenían en la Orden de Santiago una «selecta parentela», en palabras de Rodríguez Llopis, quien también aseguró que mediante diversos enlaces matrimoniales consiguieron unirse a otras destacadas familias presentes en la Orden.

## Sepultura

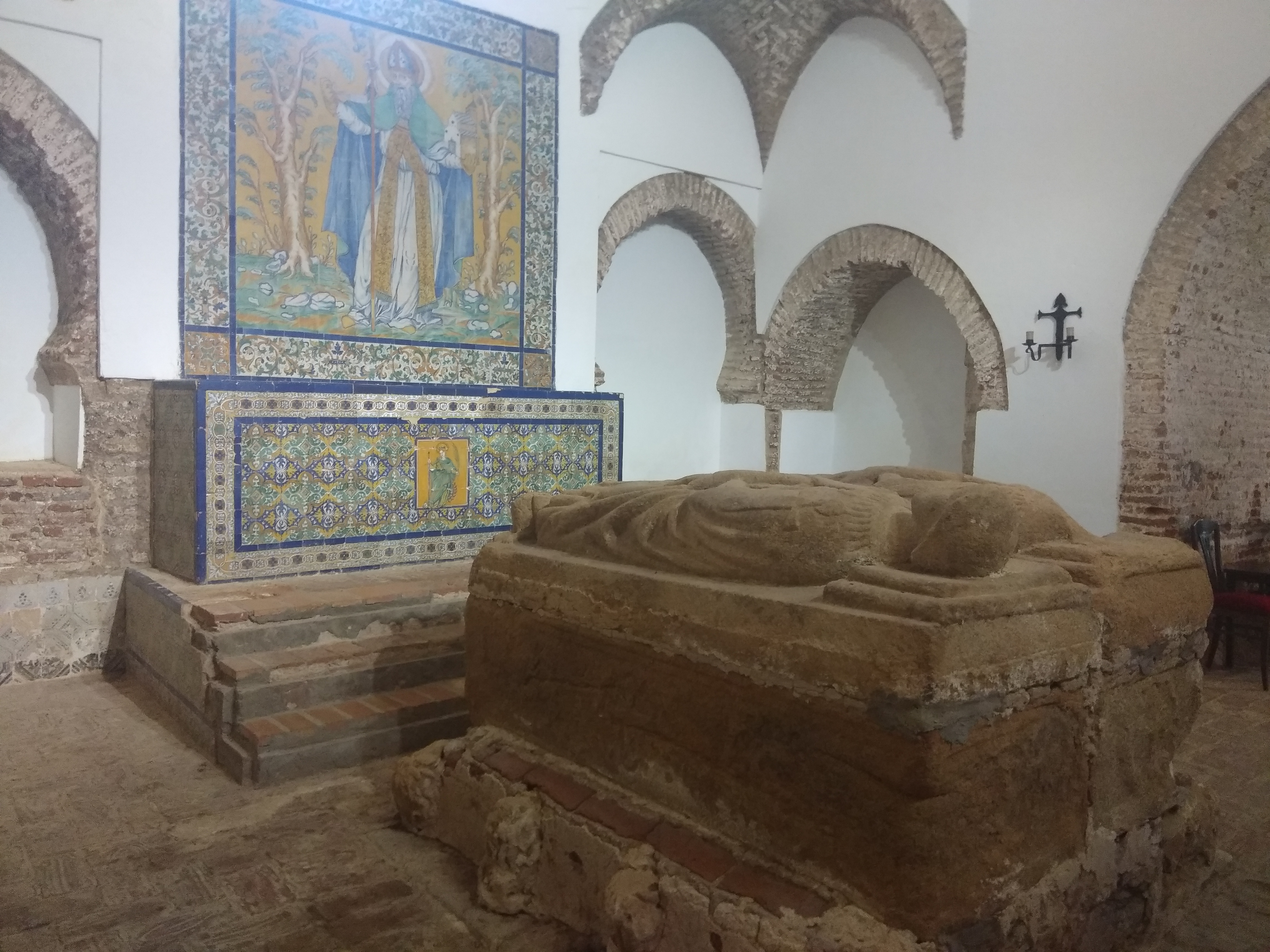
Capilla de los Maestres en la iglesia del monasterio de Tentudía.

Fue sepultado en el monasterio de Tentudía, situado en la provincia de Badajoz, y sus restos mortales reposan en la actualidad en un sepulcro exento colocado en el centro de la capilla de los Maestres del templo. Junto al sepulcro de Gonzalo Mexías se encuentra el de su sobrino Fernando Osórez, que también fue maestre de la Orden de Santiago, y en la capilla mayor de la misma iglesia se encuentra el sepulcro de Pelayo Pérez Correa, también maestre de la misma Orden. Y el historiador López Fernández aseguró, por lo que respecta a los sepulcros de Gonzalo Mexías y de su sobrino Fernando Osórez que:

Los sepulcros de dichos maestres están pegados el uno al otro, de manera que la proximidad de las figuras yacentes labradas sobre cada uno de ellos parecen transmitirnos un mensaje de cierta afinidad entre ambos personajes, a la vez que la ubicación de sus sepulcros nos habla de la vinculación de ambos a esa capilla donde reposan sus restos.

Se desconoce quién dispuso que el enterramiento de Gonzalo Mexías estuviese en el monasterio de Tentudía, aunque es posible que fuera enterrado en ese templo por estar situado, como aventuró López Fernández, en el territorio de la encomienda mayor del reino de León de la Orden de Santiago, o porque el difunto maestre sintiera una especial devoción por la Virgen de Tentudía, o bien por seguir tratando de engrandecer este lugar y por propia elección.

## Matrimonio y descendencia
Contrajo matrimonio con Elvira de Guzmán, con quien ya estaba casado en 1347 y con quien tuvo dos hijos:
- Rodrigo González Mejía (m. 1384). Comendador mayor del reino de León en la Orden de Santiago y posteriormente, maestre de la Orden durante unos meses, en 1384.[102] Murió a consecuencia de la peste durante el asedio de Lisboa de 1384. También fue VIII señor de La Guardia, de los Palacios de Guadajira, del castillo de la Aragonesa, y capitán general de Badajoz.[103]
- Isabel Mexías. Contrajo matrimonio, hacia 1370, con Lorenzo I Suárez de Figueroa, maestre de la Orden de Santiago y con quien tuvo varios hijos.[104] Fue sepultada, al igual que su madre, Elvira de Guzmán, en la capilla de los Mexías del convento de San Francisco de Sevilla.[105]

| Predecesor: García Álvarez de Toledo | Maestre de la Orden de Santiago 1366 – 1370 | Sucesor: Fernando Osórez |